# Szczytniki (powiat drawski)
Szczytniki (niem. Groß Schönberg) – osada w Polsce położona w województwie zachodniopomorskim, w powiecie drawskim, w gminie Drawsko Pomorskie. W latach 1975–1998 miejscowość administracyjnie należała do województwa koszalińskiego. Do 31 grudnia 2018 r. wieś należała do zlikwidowanej gminy Ostrowice. W roku 2007 osada liczyła 39 mieszkańców. Miejscowość wchodzi w skład sołectwa Jelenino.

## Geografia
Osada leży ok. 4 km na wschód od Jelenina, ok. 100 m na północ od rzeki Kokny. W miejscowości znajduje się stadnina koni i mini zoo.

## Zabytki
Do wojewódzkiego rejestru zabytków wpisane są:
- park dworski, z pierwszej połowy XIX wieku, pozostałość po dworze,
- cmentarz rodowy.

## Galeria

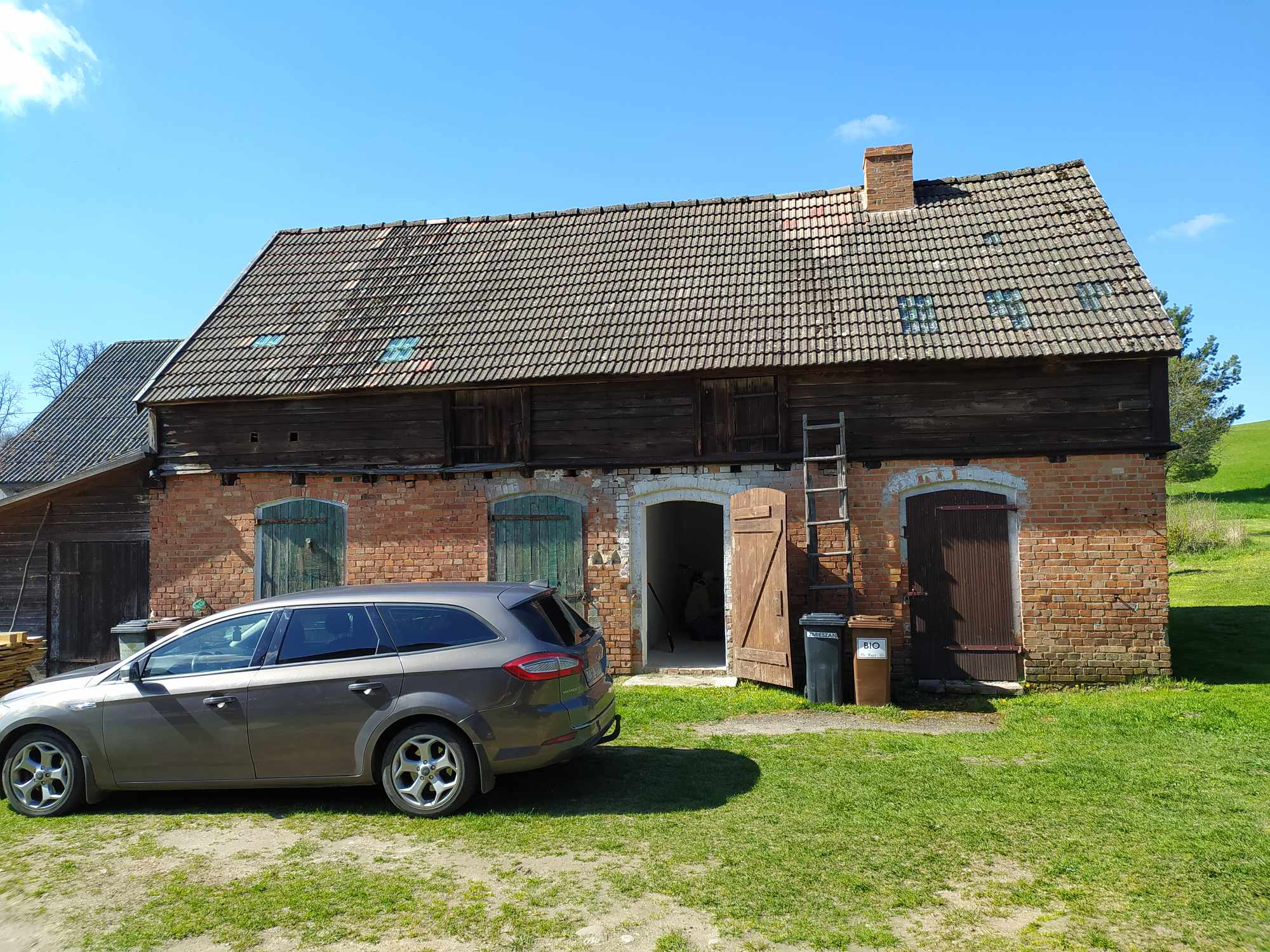
Zabudowania w Szczytnikach w 2023 roku.
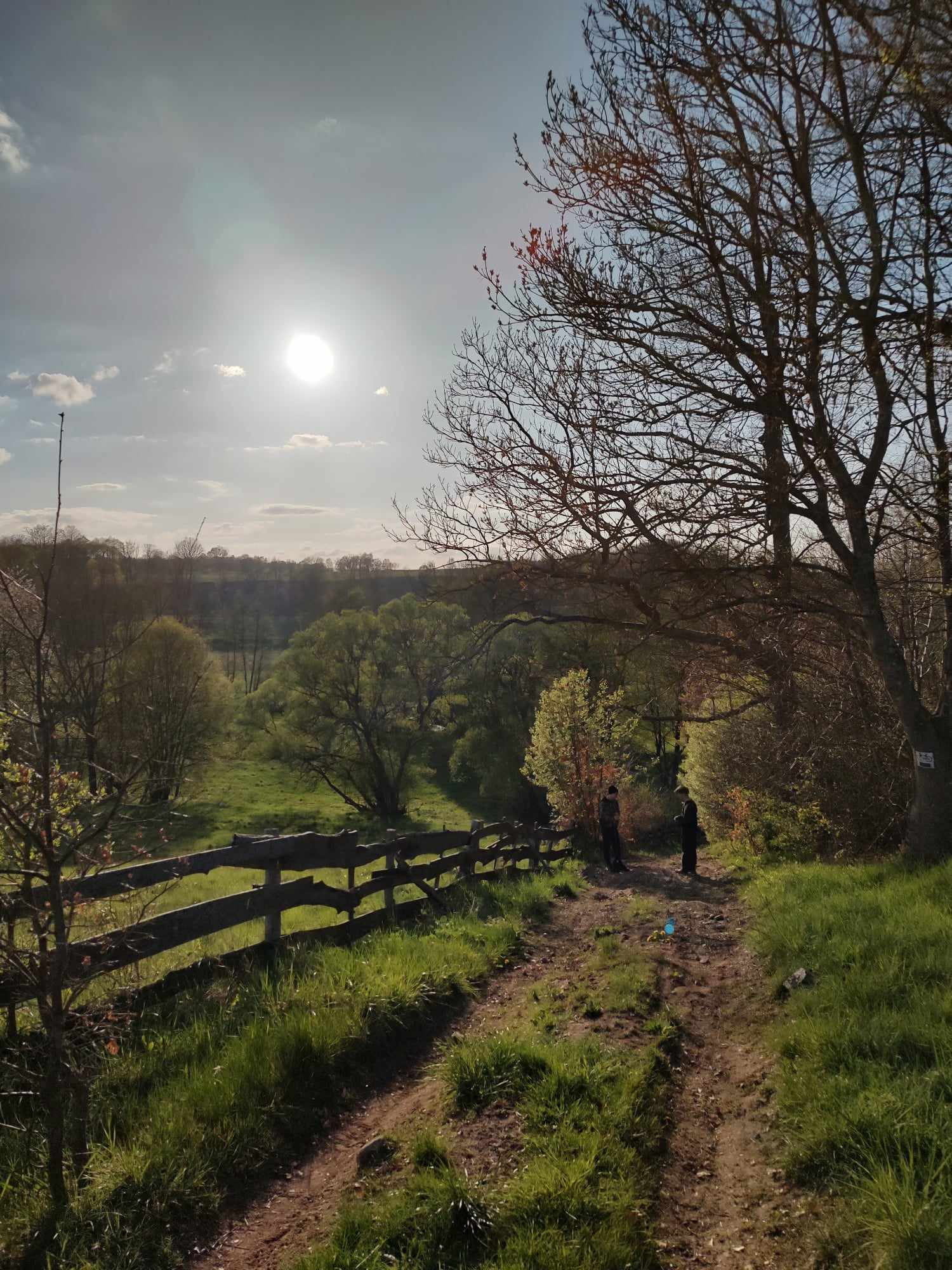
Droga prowadząca do Szczytnik.